# Syngeneschiza tarsata
Syngeneschiza tarsata är en skalbaggsart som beskrevs av Brenske 1898. Syngeneschiza tarsata ingår i släktet Syngeneschiza och familjen Melolonthidae. Inga underarter finns listade i Catalogue of Life.